# Lalla Aaziza
Lalla Aaziza  (in arabo للا عزيزة‎?) è un centro abitato e comune rurale del Marocco situato nella provincia di Chichaoua, regione di Marrakech-Safi. Conta una popolazione di 8 448 abitanti (censimento 2014).